# عثمان عبد المنعم
عثمان عبد المنعم ( 15 يونيو 1941 - 24 ابريل 2004)، ممثل مصري ولد في مدينة المنصورة.

## حياته
درس في مدارس الفرنسيسكان، وفي المرحلة الثانوية انضم إلى فرقة المسرح القومي بمدينة المنصورة، وقدم مع الفرقة العديد من الأعمال، ثم انتقل لمحافظة القاهرة وبدأ مشواره الفني في مجال السينما في أوائل الأربعينات من عمره.
كان أول ظهور سينمائي له في فيلم “مطلوب حياً أو ميتاً” في عام 1984، ثم انطلق بعدها ليشارك فيما يقرب من 124 عملاً سينمائياً، تميز بصوته الأجش و وبنيته الجسمانية الضخمة ونظارته المقعرة فلعب قالب معين من الأدوار، من أشهر أعماله: مسلسل دموع في عيون وقحة (1980) فيلم الكيت كات (1991) فيلم زوجة رجل مهم (1988) مسلسل حكايات زوج معاصر(2003) فيلم أحلام هند وكاميليا (1988) فيلم 1986: آه يا بلد آه.

## روابط خارجية
- عثمان عبد المنعم على موقع IMDb (الإنجليزية)
- عثمان عبد المنعم على موقع IMDb (الإنجليزية)
- عثمان عبد المنعم على موقع IMDb (الإنجليزية)
- عثمان عبد المنعم على موقع الدهليز
- عثمان عبد المنعم على موقع قاعدة بيانات الأفلام العربية